# Jack Calhoun
John A. „Jack“ Calhoun (* 1. Dezember 1939) ist ein US-amerikanischer Sozialarbeiter, Autor und Aktivist. Er gründete die Kriminalitätsprävention National Crime Prevention Concil in den USA.
Calhoun wuchs in einer anglikanisch geprägten Familie mit irischen Wurzeln auf. Er studierte Soziologie und Theologie. In seinen Ideen orientierte er sich stark an dem Community Organizing nach Saul Alinsky, das die Wurzel für gesellschaftliche Veränderungen in den lokalen Gemeinschaften sieht.
1979 machte Präsident Jimmy Carter ihn zum U.S. Commissioner of the Administration for Children, Youth and Families, dem Verantwortlichen für sein Sozialprogramm. Er war maßgeblich am Child Welfare and Adoption Act (Kinderschutz und Adoptionsrecht der USA) von 1980 beteiligt. Er war Ehrenpräsident der Child Welfare League of America  und wurde 1983 der erste Präsident des National Crime Prevention Council NCPC. Calhoun revolutionierte die Kriminalitätsprevention durch die Beteiligung unterschiedlicher lokaler Gruppen, wie Sozialarbeiter, Polizei, Schulen, Kirchen, Arbeitgeber und Anderen. Sein Ansatz ist es, funktionierende „Communitys“ zu bilden, d. h. Stadtteilarbeit zu leisten. Nachdem er nach seiner 20-jährigen Tätigkeit bei NCPC ausgeschieden war, schrieb er zwei Bücher und arbeitet als Referent und Berater (Consultant) bei vielen lokalen Communit-Programmen.
Calhoun ist ein starker Kritiker der US-amerikanischen Waffenlobby.

## Publikationen
- Hope Matters, The Untold Story of How Faith Works in America
- Through the Hourglass, Stories of Life and Love.